# Messier 75
A Messier 75 (más néven M75, vagy NGC 6864) egy gömbhalmaz a Nyilas csillagképben.

## Felfedezése
Az M75 gömbhalmazt Pierre Méchain fedezte fel 1780. augusztus 27-28-án. Charles Messier francia csillagász 1780. október 5-én és 18-án figyelte meg, majd katalogizálta. William Herschel volt az első, akinek sikerült a halmazt csillagokra bontani.

## Tudományos adatok
Az egyik legtávolabbi és legsűrűbb Messier-gömbhalmaz.

## Megfigyelési lehetőség
Távolsága és sűrűsége miatt csak nagyobb távcsövekkel bontható csillagokra.